# Straat van Kanmon
De Straat van Kanmon (Japans: 関門海峡 Kanmon-kaikyō) is een smalle zeestraat tussen de Japanse eilanden Honshu en Kyushu. De eilanden waren lang geleden met elkaar verbonden, maar tijdens de laatste ijstijd (ongeveer 70.000 tot 10.000 jaar geleden) spoelden rivieren de grond weg. Toen het klimaat warmer werd en de zeespiegel steeg, werd het nog aanwezige land overspoeld en ontstond de zeestraat.

## Alternatieve namen
Op de zuidpunt van Honshu en aan de zeestraat ligt Shimonoseki en de naam Straat van Shimonoseki wordt ook gebruikt. Op westerse kaarten uit de 19e eeuw staat de waterweg ook aangetekend als de Straat van Van der Capellen.

## Beschrijving
De zeestraat is ongeveer 20 kilometer lang en op zijn smalst is het zo'n 600 meter breed. De maximale diepte is 47 meter en het water stroom snel onder invloed van het tij. De zeestraat slibt langzaam dicht, per jaar wordt 15 centimeter zand afgezet waardoor er gebaggerd moet worden om voldoende diepte te behouden.
De Straat van Kanmon is een belangrijke de verbinding tussen de Japanse Zee en de Japanse Binnenzee. Het wordt intensief gebruikt als een kortere vaarweg naar Osaka en Tokio komende uit de richting van Korea en China. Per dag varen er zo'n 1000 zeeschepen door die worden begeleid door het Kanmon Kaikyo Vessel Traffic Service Center, een onderdeel van de Japanse kustwacht.
Het verkeer tussen de twee eilanden werd lange tijd onderhouden door veerboten. Hun belang is afgenomen door de komst van tunnels en een brug. De eerste spoortunnel werd op 15 november 1942 geopend en op 10 maart 1975 werd een treintunnel geopend voor de Shinkansen. Er volgende tunnels voor auto's en een voor voetgangers. De Kanmonbrug werd op 14 november 1973 voor het verkeer geopend.

## Trivia
- In 1863 speelde de straat een rol bij het Bombardement van Shimonoseki. Het was een onderdeel van een reeks militaire conflicten die in 1863-64 werden uitgevochten tussen de gecombineerde vloten van het Verenigd Koninkrijk, Nederland, Frankrijk en de Verenigde Staten en het Japanse domein Choshu (長州藩, Chōshū han).